# Rainer Torres
Rainer Torres Salas (ur. 12 stycznia 1980 w Callao) – peruwiański piłkarz występujący na pozycji pomocnika. Zawodnik klubu Universitario de Deportes.

## Kariera klubowa
Torres treningi rozpoczął w zespole Academia Cantolao. Następnie grał w Sport Boys, a w 1993 roku trafił do juniorów niemieckiego MSV Duisburg. W 1999 roku został włączony do jego pierwszej drużyny, grającej w Bundeslidze. W 2000 roku spadł z zespołem do 2. Bundesligi. 12 lutego 2001 roku w wygranym 4:0 pojedynku z Alemannią Akwizgran zadebiutował w barwach Duisburga. Grał tam do końca sezonu 2000/2001.
W 2001 roku Torres odszedł do austriackiego drugoligowca, DSV Leoben. Spędził tam 2 lata. W 2003 roku wrócił do Peru, gdzie został graczem klubu Universitario de Deportes. W 2004 roku przeszedł do Sportingu Cristal. W tym samym roku wywalczył z nim wicemistrzostwo Peru, a rok później mistrzostwo Peru.
W 2008 roku Torres ponownie trafił do Universitario de Deportes. W tym samym roku został z nim wicemistrzem Peru, a w 2009 mistrzem Peru.

## Kariera reprezentacyjna
W reprezentacji Peru Torres zadebiutował w 2005 roku.

## Osiągnięcia

### Universitario de Deportes
- Primera División Peruana: 2009, 2013